# Kenji Fukuda
Kenji Fukuda (jap. 福田 健二, Fukuda Kenji; * 21. Oktober 1977 in Niihama, Präfektur Ehime) ist ein ehemaliger japanischer Fußballspieler.

## Verein
Fukuda startete seine Profikarriere 1996 bei Nagoya Grampus Eight und gewann drei Jahre später den nationalen Pokal. Es folgten weitere Stationen beim FC Tokyo und Vegalta Sendai. Von letzterem folgten Ausleihen zum Club Guaraní nach Paraguay und diversen spanischen Vereinen. 2007 nahm ihn dann zuerst UD Las Palmas und ein Jahr später Ionikos Nikea fest unter Vertrag. Von 2010 bis 2012 spielte Fukuda in der Heimat bei Ehime FC. Anschließend spielte er noch bis zum Mai 2016 bei Yokohama FC Hongkong und beendete dann seine aktive Karriere.

## Nationalmannschaft
Mit der japanischen U-20-Nationalmannschaft qualifizierte er sich für die Weltmeisterschaft 1997 in Malaysia und erreichte dort das Viertelfinale. Fukuda absolvierte im Verlauf des Wettbewerbs vier Partien und erzielte dabei einen Treffer.

## Erfolge
- Japanischer Pokalsieger: 1999

## Sonstiges
Nach seinem Karriereende war er von 2016 bis zum April 2021 als Kaderplaner beim Metro Gallery FC (ehemals Yokohama FC Hongkong) tätig und übernahm dort anschließend das Amt des Technischen Direktors.